# سجل البلدان البربرية في المنطقة الغربية
سجل البلدان البربرية في المنطقة الغربية (باللغة الصينية: Xi Yu Fan Guo Zhi أو Hsi-yü Fan-kuo Chih) كان تقريرًا قدمه مبعوث أسرة مينغ تشين تشنغ [الإنجليزية] (陈诚) إلى الإمبراطور يونغلي حول البلدان والأقاليم الثمانية عشر التي سافر إليها خلال الفترة من 1414 إلى 1415 كعضو في بعثة سفارة إلى مملكة تيمور في آسيا الوسطى؛ وبالتالي كان هناك ذكر كبير للمدن الإسلامية هناك.

## المحتويات
يتكون الكتاب من 18 فصلًا:
- هرات
- سمرقند
- أندكود
- بلخ
- ترميز
- شاهروخية
- سيرم
- طشقند
- بخارى
- كيش
- يانغهيكند
- بيشباليك
- توربان
- يا إير
- يامشي
- خوتشو [الإنجليزية]
- لوكتشون
- قَومول [الإنجليزية]

## الترجمة الانجليزية
لا توجد ترجمة كاملة للكتاب، ومع ذلك، هناك ترجمة إنجليزية للفصل الأول:
- موريس روسابي: "ترجمة كتاب هسي يو فان كو تشيه لتشين تشينج"، دراسات مينغ ، 17 (1983): 49-59.

## طالع أيضًا
- موريس روسابي، "مبعوثان من عهد أسرة مينغ إلى آسيا الداخلية"، تونغ باو ، LXII/1-3 1976، 1-34.
- ف. ج. هيكر، "دبلوماسي صيني في القرن الخامس عشر في هرات"، مجلة الجمعية الملكية الآسيوية ، السلسلة الثالثة، ص 85-91، 1993.
- إميل بريتشنايدر [الإنجليزية] أبحاث العصور الوسطى المجلد 2، ص 147.